# Gwanda
Gwanda è un centro abitato dello Zimbabwe, situato nella Provincia del Matabeleland Meridionale.